# František Tesař (politik)
František Tesař (20. srpna 1923 – listopad 2008) byl český a československý politik Komunistické strany Československa, poúnorový poslanec Národního shromáždění ČSSR a poslanec Sněmovny lidu a Sněmovny národů Federálního shromáždění za normalizace.

## Biografie
V letech 1962-1964 byl vedoucím tajemníkem Okresního výboru KSČ v Pardubicích, v letech 1964-1968 vedoucím tajemníkem severočeského Krajského výboru KSČ. Po březnové konferenci počátkem pražského jara ale z tohoto postu musel odejít (byl označen za představitele konzervativních sil). Do vysokých stranických postů se vrátil po invazi vojsk Varšavské smlouvy do Československa za normalizace. Od roku 1969 byl vedoucím tajemníkem východočeského KV KSČ. 13. sjezd KSČ ho zvolil za člena Ústředního výboru Komunistické strany Československa. 14. sjezd KSČ, 15. sjezd KSČ, 16. sjezd KSČ a 17. sjezd KSČ ho ve funkci potvrdil. V roce 1973 mu byl udělen Řád práce a Řád Vítězného února a roku 1983 Řád republiky.
Po volbách roku 1964 byl zvolen za KSČ do Národního shromáždění ČSSR za Severočeský kraj. Mandát nabyl až dodatečně v lednu 1968 po doplňovacích volbách vypsaných poté, co zemřel poslanec Jan Harus. Byl tehdy vedoucím tajemníkem severočeského Krajského výboru Komunistické strany Československa. V Národním shromáždění zasedal až do konce volebního období parlamentu v roce 1968.
K roku 1968 se zmiňuje coby politický pracovník ÚV KSČ z volebního obvodu Jablonec nad Nisou. Po srpnu 1968 byl řazen k ultralevicové kolaborační frakci KSČ a patřil mezi její výrazné opory v regionálních strukturách.
Po federalizaci Československa usedl roku 1969 do Sněmovny lidu Federálního shromáždění (volební obvod Jablonec nad Nisou). Mandát obhájil ve volbách v roce 1971, volbách v roce 1976, volbách v roce 1981 a volbách v roce 1986. Ve Federálním shromáždění setrval do ledna 1990, kdy rezignoval na poslanecký post v rámci procesu kooptace do Federálního shromáždění po sametové revoluci.
Od ledna 1988 do ledna 1989 působil ve funkci předsedy Ústřední rady družstev.